# 拟紫草属
拟紫草属（学名：Buglossoides）是紫草科下的一个属，为一年生或多年生草本植物。该属共有约15种，分布于亚洲、欧洲和北非洲。